# بشقاب پرنده (مجموعه تلویزیونی آمریکایی)
بشقاب پرنده یک مستند تلویزیونی چهار قسمتی دربارهٔ شیء ناشناس پرنده که توسط جی. جی. آبرامز تولید شده‌است. این مجموعه برای اولین بار از شبکه شوتایم در سال ۲۰۲۱ پخش شد.